# ماهی‌خورک نیلی
 ماهی‌خورک نیلی (نام علمی: Alcedo coerulescens) نام یک گونه از تیره ماهی‌خورک‌های رودخانه‌ای است.